# Cổ phiếu meme
Cổ phiếu meme (tiếng Anh: Meme stock) là cổ phiếu được các nhà đầu tư bán lẻ ưa chuộng trên phương tiện truyền thông mạng xã hội. Mức độ phổ biến của cổ phiếu meme nói chung dựa trên các meme Internet được chia sẻ giữa các bên giao dịch trên các nền tảng như r/wallstreetbets của Reddit. Những người đầu tư vào những cổ phiếu này thường là những nhà đầu tư trẻ và thiếu kinh nghiệm. Do sự phổ biến của chúng, cổ phiếu meme thường giao dịch ở mức giá cao hơn giá trị ước tính dựa trên phân tích cơ bản, và được biết đến là có tính đầu cơ cực cao và dễ biến động.